# La Côte sauvage (roman)
La Côte sauvage est l'unique roman de Jean-René Huguenin, publié en 1960 ; l’ouvrage connut un grand succès. L'auteur meurt deux ans plus tard, le 22 septembre 1962, dans un accident de voiture, à l'âge de vingt-six ans.

## Résumé
De retour de ses deux ans de service militaire, Olivier, personnage principal du roman et âgé d'une vingtaine d'années, retrouve sa maison de Bretagne et sa famille — sa mère, avec laquelle il n'a guère de lien affectif, sa grande sœur Berthe, vieille fille obèse et dépressive qu'il méprise cruellement, et sa petite sœur Anne, son ancienne complice d'enfance, emblème d'une jeunesse heureuse sur le point de s'envoler, à laquelle il voue une adoration possessive.
Olivier apprend qu’Anne s'apprête à épouser Pierre, son meilleur ami ; une fois mariés, ces derniers devront partir pour Beyrouth. Cette annonce de mariage marque le point de départ du roman, et anticipe la mort existentielle du héros. Celui-ci, éprouvant un amour ambigu pour sa sœur, seule personne capable de le rendre heureux, ne peut se résoudre à la laisser partir. Il immiscera le doute entre les deux fiancés par sa seule présence oppressante. « Tu n'as pas besoin de parler — c'est drôle d'ailleurs... Rien qu'en étant là, rien qu'en regardant, en respirant, tu sépares », dira Anne. Mais aussitôt l'objectif atteint, les liens défaits, Olivier s’évertuera à la faire partir le plus vite possible, pour des raisons qui touchent à la nature paradoxale même de son amour et de son être, par orgueil, et parce qu’étant, à présent, entrés dans l’âge adulte, la relation fusionnelle qui l'unit à sa sœur n'est plus réalisable ; qu’Anne soit près de lui ou à Beyrouth, l’absolu est inatteignable.
Ainsi, le roman, au propos fondamentalement tragique, suit le cheminement de ce dernier été, pendant lequel Olivier, Anne, et Pierre, bientôt rejoints par d'autres amis, essayent de vivre avec leurs sentiments destructeurs. La tension de leur relation, au cœur du roman, réside dans des vérités sous-entendues mais jamais dites : Pierre comme Olivier ne pourront jamais posséder totalement Anne, le premier parce qu’elle sera toujours sous l’emprise de son frère, le second, par impossibilité morale. Anne, de son côté et pour les mêmes raisons, ne peut se donner entièrement ni à son futur mari, ni à son frère. 
La situation, on le sait, ne pourra trouver de fin heureuse, et le récit gagne en intensité, à mesure que l'été touche à sa fin, à travers la peinture d’âmes déchirées ne sachant pas comment vivre, et conduit à un dénouement qui laisse le lecteur en suspens.

## Analyse du roman

### Le mouvement du récit
C'est celui du dernier été, de l'écoulement inexorable du temps, de la perte et de la mort qu'il préfigure. Il apparaît comme le dernier moment heureux que les jeunes héros connaîtront, comme le dernier souffle d’une époque révolue où régnait l'impulsivité joyeuse de l'enfance et de l'adolescence. La fin de l'été marque le début de l'âge adulte, de son conformisme et de sa solitude. Olivier redoute ce moment où tous partiront et où les liens seront définitivement rompus. Il se trouve incapable de retenir ces derniers instants de bonheur: « Les jours tombaient, les jours tombaient, insaisissables. (...) De ces journées-là, trop remplies, trop rapides, où il ne profitait pas d'Anne (...), il n'épuisa jamais toute la saveur ». Les anticipations par Olivier du départ d'Anne accentuent l'aspect tragique ; elles rapprochent le départ, ont le goût de la fatalité.

### Les relations entre les personnages
- Olivier et Anne : Les sentiments qu’Olivier éprouve pour sa sœur ne sont jamais clairement exprimés, et c’est ainsi qu’on les comprend ; la force du roman repose dans sa puissance suggestive. Pour Olivier, Anne est à la fois l’emblème d’un bonheur pur et simple, celui de l’enfance, et d’un amour impossible. L’âge adulte vient placer entre eux une barrière qui n’avait pas besoin d’être pensée avant, celle du désir. Cette dimension nourrit un malaise tout au long du roman, exprime à travers cette réalité très matérielle de la chair l’impossibilité tragique d’une relation pure. Olivier contemple la beauté de sa sœur, semble la désirer sans jamais la vouloir ; il a peur de ce qu’il ressent pour elle. Anne apparaît alors comme la figure d’un absolu qui n’est pas réalisable, d’une insatisfaction originelle. Leur relation prend un aspect morbide. Ce lien particulier qu'ils entretiennent produit un malaise chez ceux qui les entourent ;  ces derniers flairent « le monstrueux », et ce point de vue extérieur contribue à renforcer la tension présente dans les rapports entre le frère et la sœur.

- Olivier et Pierre : Entre eux, l'amour et la haine se confondent. Tels des frères ennemis, leur lutte se cristallise autour d'Anne ; chacun cherche à la posséder. Pierre se trouve impuissant face à la relation passionnelle qui unit le frère et la sœur, et Olivier ne peut admettre que sa sœur entretienne une quelconque relation charnelle. Olivier a d’autant plus de mal à accepter ce mariage que c’est avec son meilleur ami qu’Anne s’enfuit ; c’est l’homme le plus proche de lui qui pourra avoir ce que lui n’aura jamais.

### Des personnages condamnés
- Olivier : Outre la complexité de sa relation avec Anne, sa souffrance est celle d’une prise de conscience, et d’une révélation tragique ; alors qu’il semble maître de sa personne et de son destin dans la première moitié du roman, la seconde le montre impuissant, en détresse. Il voit partir Anne et son enfance qu'il ne peut retenir ni posséder, assiste au départ de ses amis ; tous arrivent à vivre, sauf lui. L’emprise qu’il a sur les autres n’est pas un pouvoir, puisque ces derniers aussitôt partis, il ne lui reste plus rien que la conscience aiguë de son mal-être. Il finira par dire à Anne: « J'ai voulu tout compliquer par orgueil, mais les meilleurs moments de ma vie , c'étaient les moments simples (...) J'ai bêtement refusé la vie; j'avais peur de rater autre chose..Mais quoi ? Anne, dis-moi ce que je cherchais, ce que j'aurais dû faire ! »[1].

- Berthe :  Elle aussi a sa place dans le drame ; elle est en exil, rejetée par le mépris de son frère, qu'elle aime malgré ses efforts pour le détester, et par le couple inséparable qu'il forme avec Anne. Exclue de cette relation, elle se replie dans un duo qu’elle crée avec sa mère et qu’elle ne supporte pas : ce n’est pas ce qu’elle veut, mais c’est tout ce qu’elle sait faire. Elle reste attentive aux événements, comme spectatrice avide d’intrigues qu’elle ne connaîtra jamais. Elle contemple la vie des autres avec envie tout en sachant qu’elle aurait été incapable de la vivre. À la fin du roman, alors qu’elle se trouve pour la première fois invitée à une soirée avec son frère et sa sœur, elle essaye de se joindre au groupe et abandonne aussitôt, par peur de vivre.